# Linia kolejowa Könnern – Baalberge
Linia kolejowa Könnern – Baalberge – jednotorowa, niezelektryfikowana linia kolei regionalnej, znajdująca się na obszarze niemieckiego landu Saksonia-Anhalt.

## Historia
Na początku lat 80. XIX wieku, przedsiębiorstwo Preußische Staatsbahn rozpoczęło przygotowania do zbudowania linii kolejowej mającej połączyć miasto Könnern z Baalberge (dziś część miasta Bernburg (Saale)). Ponieważ, zgodnie z projektem, tory kolejowe przecinałyby ówczesną granicę prusko-anhalcką, w marcu 1883 r. podpisane zostało porozumienie umożliwiające rozpoczęcie robót budowlanych.
Pierwszy plan budowy linii kolejowej został przedstawiony wiosną 1883 r., natomiast ukończoną linię kolejową oddano do użytku dopiero 1 października 1889 r. Znaczny wkład w realizację inwestycji miała kopalnia węgla kamiennego „Wilhelm”, wspierając budowę finansowo kwotą 27 000 marek. Linia kolejowa przebiegała przez Bebitz (obecnie część miasta Könnern), gdzie istniało połączenie z koleją węglową kopalni Lebendorf. Miasto Alsleben (Saale), które liczyło na połączenie kolejowe, uzyskało je w pierwszej dekadzie XX wieku dzięki budowie linii Bebitz – Alsleben, wykorzystującej częściowo trasę kolei węglowej kopalni Lebendorf.
Obecnie na linii prowadzone są przewozy pasażerskie, którymi zarządza przedsiębiorstwo Transdev Sachsen-Anhalt; na linii pojawiają się pociągi HarzElbeExpress. Pociągi towarowe kursują obecnie do Bebitz, gdzie znajdują się zakłady metalurgiczne Flanschenwerk Bebitz GmbH.